# Wydział Architektury Politechniki Gdańskiej
Wydział Architektury Politechniki Gdańskiej – jeden z dziewięciu wydziałów Politechniki Gdańskiej. W 2017 uzyskał akredytację w kategorii A, nadaną przez Komitet Ewaluacji Jednostek Naukowych.

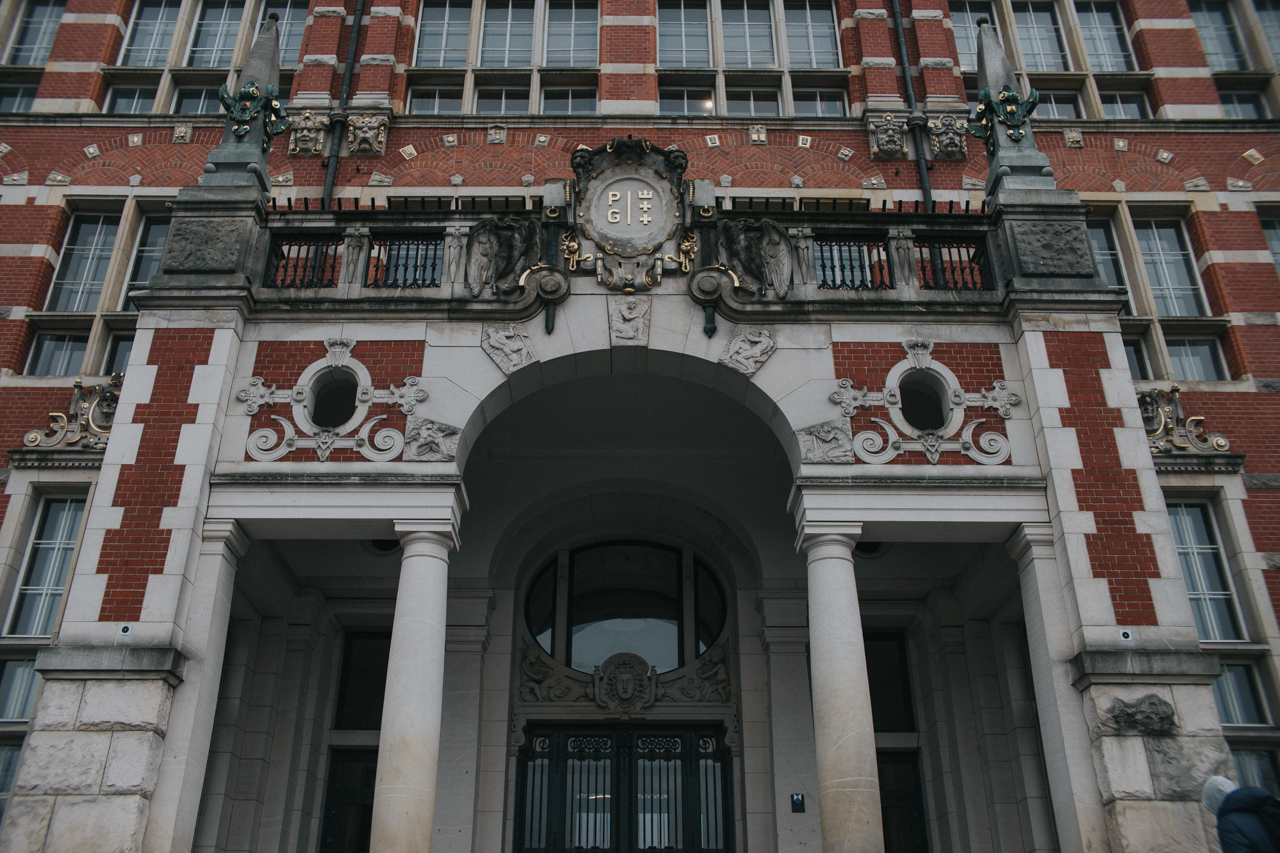
Fasada gmachu głównego Politechniki Gdańskiej, wydziału architektury

## Historia
Wydział Architektury istnieje na Politechnice od czasu jej powołania, czyli od 1904. Jego profesorem był projektant całego zespołu budynków uczelni – architekt Albert Carsten.
W 1945 wydział wznowił działalność jako jeden z wydziałów nowo powołanej Politechniki Gdańskiej. Kadra akademicka  pochodziła przede wszystkim z Wydziału Architektury Politechniki Lwowskiej i Uniwersytetu Stefana Batorego w Wilnie, zatrudniano również absolwentów przedwojennego Wydziału Architektury Politechniki Wolnego Miasta Gdańska.
Członek: European Association for Architectural Education (EAAE), European Network of Heads of Schools of Architecture (ENHSA) oraz Association of European Schools Of Planning (AESOP).

## Rekrutacja
Na Politechnice gdańskiej obowiązują egzaminy wstępne. Każdy kandydat musi przejść dwuetapowe egzaminy rekrutacyjne, składające się z rysunku oraz testu. 
Łącznie w procesie rekrutacji można uzyskać 310 pkt, 100 pkt z egzaminów wstępnych na architekturę oraz 210 z wyników z matur. Najwyżej punktowana jest matura z matematyki oraz historii sztuki lub informatyki. 

## Kierunki i specjalności
Na wydziale prowadzone są dwa kierunki studiów: Architektura i Urbanistyka – tylko w trybie stacjonarnym. Studia odbywają się w systemie dwustopniowym: 7-semestralne studia I stopnia (inżynierskie) oraz 3-semestralne II stopnia (magisterskie). Od roku akademickiego 2012/2013 na wydziale studiować można także Gospodarkę Przestrzenną, studia stacjonarne I stopnia, trwają 3,5 roku.
Dostępne ścieżki dyplomowania:
- Architektura mieszkaniowa i usługowa
- Architektura użyteczności publicznej
- Architektura przemysłu i portów
- Architektura okrętów
- Architektura służby zdrowia
- Architektura proekologiczna
- Konserwacja i rewaloryzacja architektury historycznej
- Projektowanie i kształtowanie przestrzeni otwartej i architektury wsi
- Urbanistyka
- Rewaloryzacja i przekształcanie zabytkowej tkanki miejskiej i miast zabytkowych
- Kształtowanie przestrzenne wielofunkcyjnych regionów zurbanizowanych, przemysłowo-portowych i rekreacyjnych
- Architektura rekreacji – sportu, wypoczynku i turystyki
- Architektura nauki i szkół wyższych
- Architektura sakralna

## Katedry
Źródło:
- Katedra Architektury Mieszkaniowej i Użyteczności Publicznej
- Katedra Architektury Miejskiej i Przestrzeni Nadwodnych
- Katedra Historii Architektury i Konserwacji Zabytków
- Katedra Projektowania Środowiskowego
- Katedra Urbanistyki i Planowania Regionalnego
- Katedra Sztuk Wizualnych
- Katedra Technicznych Podstaw Projektowania Architektonicznego

## Władze Wydziału
Kadencja 2024–2028:
- Dziekan: prof. dr hab. inż. arch. Jakub Szczepański
- Prodziekan ds. nauki: dr hab. inż. arch. Karolina Krośnicka, prof. uczelni
- Prodziekan ds. współpracy: dr inż. arch. Justyna Borucka
- Prodziekan ds. studenckich: dr inż. arch. Michał Kwasek
- Prodziekan ds. kształcenia: dr inż. arch. Magdalena Podwojewska
- Dyrektor administracyjny: mgr inż. Piotr Iwańczak

## Poczet dziekanów (lista niepełna)
- Mieczysław Kochanowski
- Antoni Taraszkiewicz
- Lucyna Nyka
- Jakub Szczepański

## Organizacje studenckie
- LEM-ur – Laboratorium Ewolucji Miejskich
- TXA – Naukowo-Turystyczne Koło Studentów Wydziału Architektury
- BUA – Brygada Urbanistyczno-Architektoniczna
- HUS - Hulaj Urban Squad[6]